# Ace wo Nerae!
Ace wo Nerae! (エースをねらえ! Ēsu wo Nerae!?, lit. ¡Apunta hacia el ace!) es una serie de manga escrita e ilustrada por Sumika Yamamoto. Comenzó su publicación en 1972 y fue serializado en Margaret. Fue adaptado en una serie de TV de anime en 1973, y más recientemente una serie dorama en 2004. La serie de anime fue hecha por TMS Entertainment en conjunto con el estudio de animación Madhouse (esta fue su primera producción importante), y fue originalmente transmitida en Mainichi Broadcasting. Hubo también una película la cual consistió de una compilación de varios capítulos. Otra serie de anime y 2 OVAs le seguirían en las décadas de 1970 y 1980. La serie original de anime ha sido distribuida en Europa, con los títulos de Jenny la tennista (Italiano), Jeu, Set et Match (Francés) y Raqueta de oro en español. En España fue emitido en Telecinco.

## Argumento
La historia se centra en Hiromi Oka, una estudiante de secundaria quien lucha para convertirse en una buena tenista. Hiromi empieza a jugar tenis en su secundaria, porque ella está fascinada con una chica mayor, llamada Reika Ryūzaki, quien es la mejor jugadora en el equipo y es conocida como "Ochoufujin", que significa "Madame Butterfly", dada su gracia en la cancha de tenis. El equipo tiene un nuevo entrenador, Jin Munakata, quien ve potencial en ella y la entrena para convertirla en una excelente jugadora de tenis. La fuerza sentimental de Hiromi para superar su debilidad mental es parte esencial de la historia y es descrita a detalle.
Posteriormente, ella se enamora de un tenista llamado Takayuki Tōdō, pero el entrenador Munakata le dice que no se involucre mucho, y que ello es lo mejor para olvidarlo y así convertirse en la mejor jugadora. Hiromi sufre tratando de no enamorarse de Takayuki, y muchas veces ella pierde la confianza en sus habilidades tenísticas, pero con el apoyo de su entrenador y los muchos amigos que ella hace mediante el tenis, ella supera su ansiedad. Entrenándose ella misma para llegar a ser una mejor jugadora, Hiromi llega a ser una persona mentalmente más fuerte. El entusiasmo y amor de Hiromi por el tenis, así como el apoyo de la gente que la rodea, la ayuda a convertirse en una de las mejores jugadoras en el mundo.

## Anime

### Elenco
| Nombre original  | Nombre del doblaje | Seiyū             | Actor de doblaje                                   |
| ---------------- | ------------------ | ----------------- | -------------------------------------------------- |
| Hiromi Oka       | Marta Nolan        | Makoto Kōsaka     | Marta Sainz                                        |
| Jin Munakata     | Jeremías O'Connor  | Kōji Nakata       | Juan Logar                                         |
| Reika Ryūzaki    | Rosa Ross          | Masako Ikeda      | Rosa Sánchez                                       |
| Takayuki Tōdō    | Roberto            | Katsuji Mori      | Pablo Sevilla Jesús Rodríguez "Rolo" (sustitución) |
| Maki Aikawa      | María              | Masako Sugaya     | Blanca Rada                                        |
| Kyoko Otowa      | Teresa             | Kazue Komiya      | Teresa Acaso                                       |
| Ranko Midorikawa | Ingrid O'Connor    | Kazuko Yanaga     | Ingrid Ravel                                       |
| Yū Ozaki         | Javier-Luis        | Michihiro Ikemizu | Cholo Moratalla                                    |
| Takashi Chiba    | Eduardo            | Kenyū Horiuchi    | Eduardo del Hoyo                                   |

### Secuelas del anime
- Aim for the Ace! The Movie: Jump High, Hiromi! (エースをねらえ! 劇場版 Ace wo Nerae! Gekijouban Jump High, Hiromi) (película compilatoria)
- Shin Ace wo Nerae! (新エースをねらえ！) (Anime de TV)
- Ace wo Nerae! 2 (エースをねらえ！２) (OVA)
- Ace wo Nerae! Final Stage (エースをねらえ！ファイナルステージ) (OVA)

## Versión Drama
Ace wo Nerae! fue en 2004 una serie para TV de la empresa TV Asahi. La canción principal del show fue "Ai no Tame ni" de Aya Ueto quien también participó en el rol principal. La serie originalmente fue transmitida los días jueves en punto de las 9:00 p. m..

### Casting de la serie de TV
- Aya Ueto - Hiromi Oka
- Masaaki Uchino - Jin Munakata
- Rio Matsumoto - Reika Ryūzaki
- Yū Yoshizawa - Takayuki Tōdō
- Ayaka Morita - Maki Aikawa
- Ayana Sakai - Ranko Midorikawa
- Yuma Ishigaki - Yū Ozaki
- Shuji Kashiwabara - Takashi Chiba

### Personal de la serie de TV
- Productores - Matsumoto Motohiro, Sekiguchi Shizuo
- Guionista - Takikawa Akiyo
- Música - Norihito Sumitomo
- Supervisor de Tennis - Matsuoka Shuzou

## Trivia
- La serie (y el género de chicas deportistas) fue parodiado en Top wo Nerae! Gunbuster ("Aim for the Top! Gunbuster") de Gainax. También fue parodiado en un anime erótico (hentai) titulado Aim for the A!
- En 1994, un videojuego de Aim for the Ace! fue hecha para el Super Famicom por Nihon Telenet.
- En el primer episodio de la versión del, uno de los aficionados al encuentro afirma: "Cualquiera que anote el siguiente punto gana". En un juego de tenis, esto es imposible.

### Manga & anime
- (en español e inglés) Ace (w)o Nerae! La sede de Raqueta de oro
- (en japonés) Página de Shueisha para el manga
- (en japonés) Página de TMS para la primera serie de anime Archivado el 23 de octubre de 2014 en Wayback Machine.
- (en inglés) Sitio web con información de Aim For The Ace
- (en inglés) The Ace (w)o Nerae! Site (sitio sostenido por fanes)

### TV drama
- (en japonés) Website oficial
- (en inglés) Review del show de televisión - de J-fan.com

- Datos: Q340121